# Harry Giese

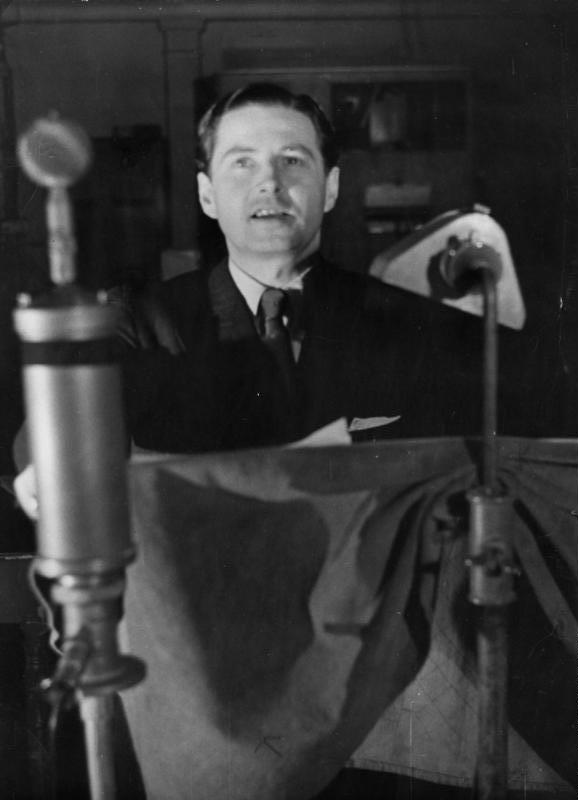
Harry Giese als Sprecher der Deutschen Wochenschau, 1941

Harry Giese (* 2. März 1903 in Magdeburg; † 20. Januar 1991 in Berlin) war ein deutscher Schauspieler und Sprecher von Wochenschauen in der Zeit des Nationalsozialismus.

## Leben

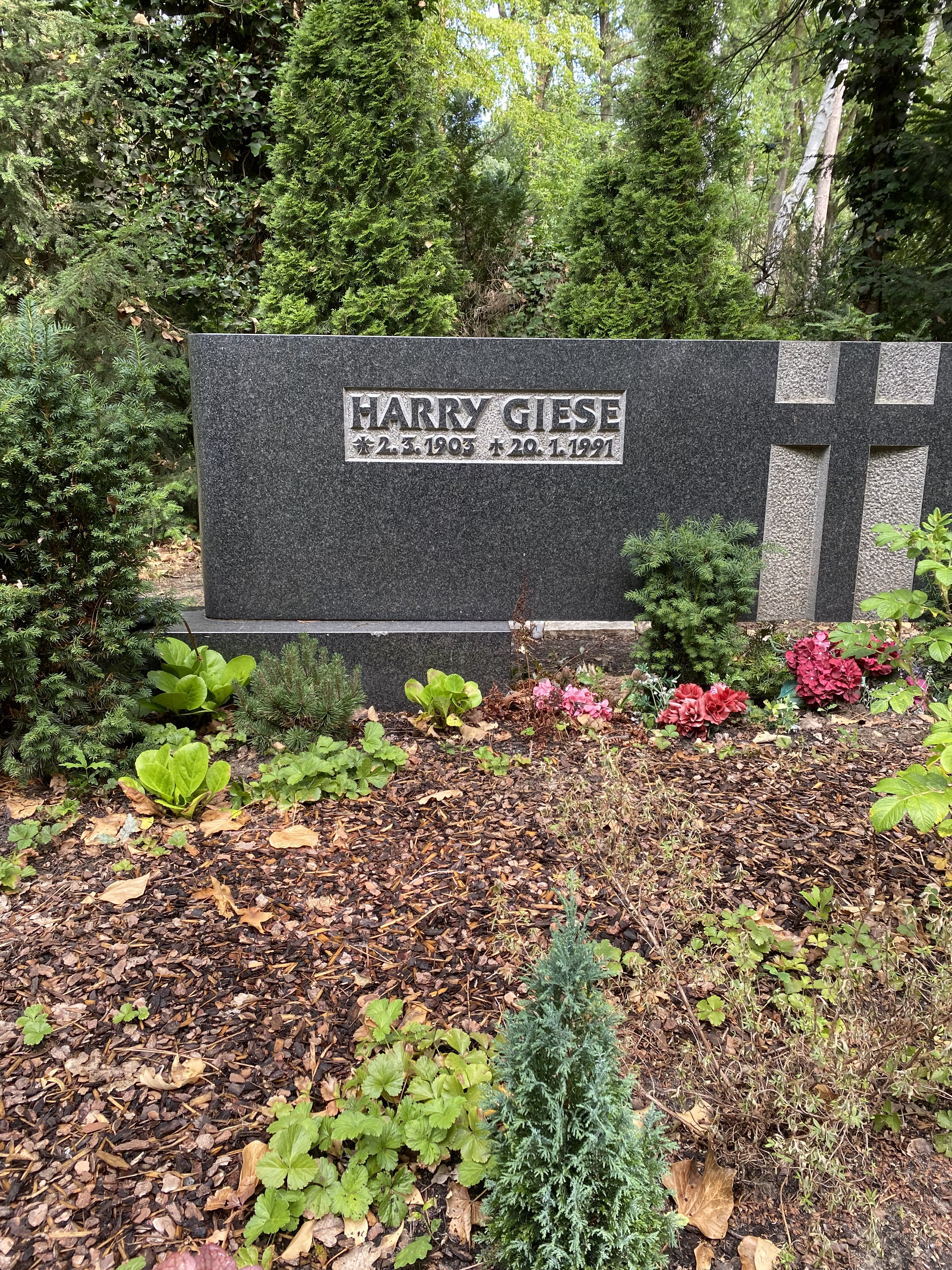
Grabstätte auf dem Waldfriedhof Zehlendorf

Harry Giese begann mit 18 Jahren seine Laufbahn als Theaterschauspieler. Über die Stationen Magdeburg, Meiningen, Aachen und Hamburg kam Giese in den 1930er Jahren nach Berlin; hier spielte er am Theater am Nollendorfplatz und am Komödienhaus. Giese wirkte an den ersten, noch sorgfältig ausgearbeiteten Filmsynchronisationen dieser Jahre mit. Er war die deutsche Stimme von John Boles, Franchot Tone, Robert Montgomery, Douglas Fairbanks jr. und John Loder. Bei der Tobis-Wochenschau begründete er in dieser Zeit seine Karriere als Sprecher von Nachrichten- und Dokumentarfilmen.
Nach Kriegsbeginn wurden die Wochenschauen im Deutschen Reich 1940 zur Deutschen Wochenschau zusammengefasst. Harry Giese wurde die Stimme der NS-Einheitswochenschau und avancierte dabei zum „Großdeutschen Sprecher“. Aus einem heute im Bundesarchiv hinterlegten Dokument geht hervor, dass Hitler selbst ihn für diese Tätigkeit auswählte. Daneben lieh Giese seine Stimme auch Tendenzfilmen wie LAH im Einsatz (= Leibstandarte SS Adolf Hitler; 1941) und dem antisemitischen Propagandafilm Der ewige Jude (1940). Giese stand 1944 in der Gottbegnadeten-Liste des Reichsministeriums für Volksaufklärung und Propaganda.
Die Deutsche Wochenschau wurde mit der Nr. 755 vom 22. März 1945 eingestellt. Giese wurde nach dem Krieg nicht mit einem Berufsverbot belegt. Die alliierten Besatzungsmächte stuften ihn bei der Entnazifizierung als Mitläufer ein, da er kein NSDAP-Mitglied war. Ende 1947 arbeitete er wieder als Synchronsprecher in West-Berlin.
Bis in die 1950er Jahre war Giese noch häufiger in Synchronisationen zu hören. In Die Wendeltreppe, 1948 synchronisiert, sprach er Kent Smith, und in Ich tanz’ mich in dein Herz hinein, 1950 synchronisiert, sprach er Fred Astaire. Gieses Tätigkeit für den Trailer zum Anti-Nazi-Film Sein oder Nichtsein (in der deutschsprachigen Fassung von 1960) muss als makabre Ironie gelten; dessen Regisseur Ernst Lubitsch war in Der ewige Jude diffamiert worden, indem seine Begrüßung als „deutscher Regisseur“ bei der Ankunft in den USA (im Dezember 1922) verhöhnt wurde.
Erfolglos bemühte sich Harry Giese, Sprecher der 1950 gestarteten Neuen Deutschen Wochenschau zu werden. Seine Stimme war zu diesem Zeitpunkt noch zu bekannt. Da er für sein Rollenfach des jugendlichen Liebhabers mittlerweile zu alt war, konnte Giese seine Bühnentätigkeit nicht fortsetzen. Er wirkte noch an einigen Werbefilmen und Dokumentationen mit, wie zum Beispiel Der goldene Garten (von Hans Domnick, 1953) und Wir sahen mit unseren Augen: Rußland heute (von Gerd Nickstadt, 1957). In Alfred Weidenmanns Widerstandsdrama Canaris von 1954 war Giese dann noch einmal als Sprecher der Wochenschau zu hören. In Rolf Thieles Friederike von Barring (1956) ist seine Stimme aus dem Off in der Rolle des Malte von Barring zu hören.
Als seine Sprechereinsätze weniger wurden, sorgte seine Ehefrau als Oberstudienrätin für das Einkommen der Familie. Giese erwarb in den 1960er Jahren ein Grundstück in Nordtirol, erhielt aber keine Baugenehmigung. Der Orchideenliebhaber war von 1950 bis 1962 Gruppenleiter einer Orchideengesellschaft in West-Berlin.
Er starb Anfang 1991 in seinem Haus in Berlin-Zehlendorf. Seine letzte Ruhestätte fand Giese auf dem Waldfriedhof Zehlendorf (Feld 038-328).

## Hörspiele
- 1948: Sechzehn Tage Galgenfrist
- 1948: Kuriositäten

## Synchronisation
- 1935: Der Schwur des Armas Beckius
- 1942: Reifende Mädchen
- 1942: Scheinwerfer im Nebel
- 1948: Die Wendeltreppe
- 1948: Mädchen im Rampenlicht
- 1949: Zum kleinen Glück
- 1949: Tarzan und die Amazonen
- 1950: Tarzan wird gejagt
- 1950: Ich tanz’ mich in dein Herz hinein
- 1952: Das Satansweib
- 1952: Die Größte Schau der Welt
- 1952: Der Held des Tages
- 1952: Monsieur Verdoux – Der Frauenmörder von Paris
- 1954: Unternehmen Tigersprung
- 1955: Die purpurrote Maske
- 1956: Der Mann, der zuviel wußte
- 1958: Das ist Musik
- 1958: Bis zur letzten Patrone
- 1962: Der Außenseiter
- 1962: Am schwarzen Fluß
- 1964: Old Shatterhand
- 1964: Ein Goldfisch an der Leine
- 1965: Er kam nur nachts
- 1967: Als Jim Dolan kam
- 1967: Die tödlichen Bienen
- 1968: Shadock